# Guillaume Soisson
Guillaume Soisson (ur. 1866, zm. 1938) – luksemburski polityk, w latach 1915–1916 dyrektor generalny ds. rolnictwa Luksemburga.

## Życiorys
Urodził się w 1866 roku.
6 listopada 1915 objął stanowisko dyrektora generalnego rolnictwa w rządzie premiera Huberta Loutscha. Zastąpił Paula Eyschena, a urząd sprawował przez trzy miesiące do 24 lutego 1916, kiedy jego następcą został Michel Welter.
Zmarł w 1938 roku.